# Yanbu
Yanbu er en by i det vestlige Saudi-Arabien med et indbyggertal på 298.675 (2010) indbyggere. Byen er hovedstad i landets Al-Madinah-provins og ligger på kysten til Det Røde Hav.